# Toxoneura laetabilis
Toxoneura laetabilis är en tvåvingeart som först beskrevs av Friedrich Hermann Loew 1873.  Toxoneura laetabilis ingår i släktet Toxoneura, och familjen prickflugor. Arten är reproducerande i Sverige.